# Дзержинське (Казахстан)
Дзержи́нське (каз. Дзержинское) — село у складі Тимірязєвського району Північноказахстанської області Казахстану. Адміністративний центр та єдиний населений пункт Дзержинського сільського округу.
Населення — 219 осіб (2021; 339 у 2009, 675 у 1999, 848 у 1989).
Національний склад станом на 1989 рік:
- росіяни — 45 %
- казахи — 27 %.